# Oratory Youths F.C.
Der Oratory Youths Football Club ist ein maltesischer Fußballverein mit Sitz in Victoria auf der Insel Gozo.
Der Verein wurde 1946 gegründet und spielte unter den Namen Salesian Youths FC zuerst in Gozitan First Division. Der Name steht in Bezug auf die römisch-katholischen Ordensverkäufer von Don Bosco. Schnell stellte sich der Erfolg ein und der Verein gewann 1948/49 seine erste Meisterschaft. Es sollten bis 1959/60 noch fünf weitere Titel folgen. Lediglich der Gozo FA Cup konnte als der letzte große Titel 1985/86 gewonnen werden. Der Verein wurde in den 1960er Jahren in Oratory Youths umbenannt, zwischen 1978 und 1989 hieß er Calypsian Bosco Youths, eher danach wieder zu Oratory Youths zurückkehrte.
Der Verein nahm mehrfach am Maltesischen Fußballpokal teil.

## Erfolge
- Gozo First Division (6): 1948/49, 1952/53, 1956/57, 1957/58, 1958/59, 1959/60
- Gozo FA Cup (1):  1985/86
- Gozo Second Division (4):  1948/49 (spielte in beide Ligen mit), 1970/71, 1979/80, 2012/13